# Лейк-Ізабелла (Каліфорнія)
Лейк-Ізабелла (англ. Lake Isabella) — переписна місцевість (CDP) в США, в окрузі Керн штату Каліфорнія. Населення — 3573 особи (2020).

## Географія
Лейк-Ізабелла розташований за координатами 35°38′14″ пн. ш. 118°28′57″ зх. д. / 35.63722° пн. ш. 118.48250° зх. д. (35.637098, -118.482610).  За даними Бюро перепису населення США в 2010 році переписна місцевість мала площу 57,34 км², з яких 56,24 км² — суходіл та 1,10 км² — водойми.

## Демографія
Згідно з переписом 2010 року, у переписній місцевості мешкало 3466 осіб у 1621 домогосподарстві у складі 888 родин. Густота населення становила 60 осіб/км².  Було 2164 помешкання (38/км²).
Расовий склад населення:
| - 88,5 % — білих - 2,8 % — корінних американців - 0,5 % — азіатів - 0,2 % — вихідців з тихоокеанських островів - 0,2 % — чорних або афроамериканців - 2,1 % — осіб інших рас |

До двох чи більше рас належало 5,7 %. Частка іспаномовних становила 9,8 % від усіх жителів.
За віковим діапазоном населення розподілялося таким чином: 19,2 % — особи молодші 18 років, 59,4 % — особи у віці 18—64 років, 21,4 % — особи у віці 65 років та старші. Медіана віку мешканця становила 47,2 року. На 100 осіб жіночої статі у переписній місцевості припадало 95,2 чоловіків;  на 100 жінок у віці від 18 років та старших — 91,9 чоловіків також старших 18 років.
Середній дохід на одне домашнє господарство  становив 36 385 доларів США (медіана — 23 795), а середній дохід на одну сім'ю — 44 771 долар (медіана — 36 007). Медіана доходів становила 51 397 доларів для чоловіків та 27 670 доларів для жінок. За межею бідності перебувало 39,2 % осіб, у тому числі 79,2 % дітей у віці до 18 років та 16,4 % осіб у віці 65 років та старших.
Цивільне працевлаштоване населення становило 980 осіб. Основні галузі зайнятості: роздрібна торгівля — 23,7 %, мистецтво, розваги та відпочинок — 22,1 %, публічна адміністрація — 11,7 %, освіта, охорона здоров'я та соціальна допомога — 11,5 %.